# Джон Франклін Марс
Джон Франклін Марс (англ. John Franklyn Mars) — американський підприємець, бізнес-магнат. Син Форреста Марса старшого і внук Френка Марса, засновника американської кондитерської компанії Mars, Incorporated. Як член сім'ї Марсів володіє бізнесом у компанії Mars Incorporated та іншими активами на суму $ 10 мільярдів. У грудні 2010 року був на 52 місці в рейтингу найбагатших людей планети і на 26-му місці серед найбагатших людей США за версією журналу Forbes.
Є головою правління компанії Mars Incorporated. Закритість її від преси не дає змоги точно уявити ступінь залученості Джона Марса в управління бізнесом, проте відомо, що Джон і його брат Форрест формально пішли у відставку й передали управління іншій посадовій особі.
Закінчив Єльський університет. Спочатку жив в Арлінгтоні, останнім часом проживає в Джексоні, штат Вайомінг. Одружений, має двох дітей.